# ويليام كرايغ (مستكشف)
ويليام كرايغ (بالإنجليزية: William Craig)‏ هو مستكشف أمريكي، ولد في 1807 في مقاطعة غرينبريه في الولايات المتحدة، وتوفي في 1869 في أيداهو في الولايات المتحدة.